# Timo Kotipelto
Timo Kotipelto (né le 15 mars 1969 à Lappajärvi)  est un chanteur finlandais. Il est mieux connu comme chanteur au sein du groupe Stratovarius.

## Biographie
Après avoir débuté dans le groupe Filthy Asses, un groupe amateur où, pendant un temps, il jouait de la batterie en plus de chanter, Timo Kotipelto rejoint Stratovarius en 1994 pour l'album Fourth Dimension.
En 2000, il participe à l'album Universal Migrator du  projet Ayreon. En 2001, il forme son propre groupe solo appelé Kotipelto. Avec ce projet, il publie les albums studio Waiting for the Dawn en 2002,,,, Coldness en 2004,,, et  Serenity en 2007. Il décide de mettre se projet en pause en 2008.
Kotipelto a également fait des apparitions sur quelques albums d'autres groupes, et a chanté des chansons originales de Phil Collins sur la bande originale finlandaise du film de Disney Frère des ours (2003) et la chanson thème Lennä, Nykäsen Matti pour le film Matti (2006), une reprise d'une chanson enregistrée par les Sleepy Sleepers en 1988. Kotipelto et son groupe interpréteront également la chanson thème Sleep Well du film V2 - Dead Angel.
En 2004, Timo participe au festival Wacken Open Air. Il devient membre du groupe finlandais Cain's Offering, formé par l'ex-guitariste de Sonata Arctica Jani Liimatainen, dans l'album Gather the Faithful en 2009. La même année, Kotipelto chante sur les morceaux Spark, Eye of the Storm et Puppet du groupe Warmen. Il apparaît[Quand ?] aussi sur le morceau False News Travel Fast de Sonata Arctica (album Silence).
Kotipelto commence à présenter l'émission Headbangers Ball de MTV Finlande le 25 février 2007. Il succède à Jonna Nygren. Kotipelto participe également à l'émission de divertissement Kuorosota sur Nelonen au printemps et à l'hiver 2009, émission qu'il remporte avec sa chorale. En novembre 2010, Kotipelto participe à la collecte de fonds du Nose Day de la chaîne Yle TV2 en chantant un « solo de cavalier » dans la chanson Leivotaan leivotaan de Marja Tyrn.
En 2012, il enregistre un album acoustique, Blackoustic, aux côtés de son ami et guitariste Jani Liimatainen, sorti chez Ear Music.

## Discographie

### Albums
- Blackoustic (avec Jani Liimatainen)

### Sous Stratovarius
- 1995 : Fourth Dimension
- 1996 : Episode
- 1997 : Visions
- 1998 : Visions of Europe (album live)
- 1998 : Destiny
- 2000 : Infinite
- 2001 : Intermission
- 2003 : Elements Pt. 1
- 2003 : Elements Pt. 2
- 2005 : Stratovarius
- 2009 : Polaris
- 2011 : Elysium
- 2013 : Nemesis
- 2015 : Eternal
- 2018 : Enigma: Intermission 2
- 2022 : Survive

### Sous Kotipelto
- 2002 : Waiting for the Dawn
- 2004 : Coldness
- 2007 : Serenity

### Sous Cain's Offering
- 2009 : Gather the Faithful
- 2015 : Stormcrow